# Caraga
Caraga es la región de más reciente creación en las Filipinas, designada como la región XIII. 

## División administrativa
La región está compuesta por 5 provincias:
- Agusan del Norte
- Agusan del Sur.
- Surigao del Norte.
- Surigao del Sur.
- Islas Dinagat

Además de 6 ciudades:
- Butuan y Cabadbaran en Agusán del Norte.
- Bayugan en Agusán del Sur.
- Surigao en Surigao del Norte.
- Bislig y Tandag en Surigao del Sur.

## Localización
La región de Caraga se localiza en la porción noreste de Mindanao. Limita al norte con el mar de Bohol, al sur por las provincias de la Región XI, al oriente con la Región X y al este por el mar de las Filipinas.
La región cuenta con 18 846 km², que representa el 6,3% de la superficie del país y el 18,5% de Mindanao.

## Población
De acuerdo a los resultados del censo de 2000, el total de la población de la región era de 2 095 367 habitantes, 7,86% superior a la de 1995. El crecimiento poblacional en los últimos cinco años ha sido del 1,63%, uno de los más bajos del país.

## Idioma
El cebuano es la principal lengua de la región, hablado por el 43.79% de la población. Seguido por el surigaonon (25,21%), el kamayo (7,06%), el boholanon (5,87%) y el manobo (4,73%). El castellano prácticamente ha desaparecido de la región.
- Datos: Q13704
- Multimedia: Caraga Region / Q13704